# Friedensplatz (Dortmund)
Der Friedensplatz ist ein zentraler Veranstaltungsplatz in Dortmund. Historisch wird er als Neuer Markt bezeichnet.
Am Friedensplatz befinden sich wichtige städtischen Einrichtungen wie das Dortmunder Rathaus, das aus rotem Sandstein erbaute, alte Dortmunder Stadthaus sowie die städtische Dortmund-Agentur. An den Platz grenzt zudem der Stadtgarten mit der gleichnamigen U-Bahn Haltestelle. In der Mitte des Platzes ragt die von Bildhauerin Susanne Wehland gestaltete Friedenssäule in den Himmel. Auf dieser Säule wird in verschiedenen Sprachen der Friede auf Erden angemahnt. Ein in unmittelbarer Nähe zum Platz gepflanzter Ginkgobaum erinnert zudem an die Opfer des amerikanischen Atombombenabwurfs auf Hiroshima.
Der Friedensplatz wird als Veranstaltungsplatz für politische Demonstrationen und kulturelle Ereignisse (Micro!festival) genutzt. Legendär sind die Meisterschaftfeierlichkeiten des örtlichen Fußballclubs Borussia Dortmund, zu denen sich jeweils über 100.000 Menschen auf dem Platz und in der Innenstadt einfanden, um den Sieg ihrer Mannschaft zu feiern.
Zur Fußball-Weltmeisterschaft 2006 wurde auf dem Friedensplatz im Rahmen der offiziellen FIFA-WM-Fan-Feste eine Großbildleinwand zur Liveübertragung aller WM-Spiele installiert. Die Kapazität des Platzes liegt bei derartigen Veranstaltungen bei ca. 15.000 bis 20.000 Menschen. Auch bei der Fußball-Europameisterschaft 2008 und der Fußball-Weltmeisterschaft 2010 konnten auf dem Friedensplatz die Spiele verfolgt werden.
Der Dortmunder Alt-Bürgermeister Willi Reinke begründete Mitte der 1970er Jahre, vor dem Bau des neuen Rathauses am Friedensplatz, eine Initiative zum historisierenden Wiederaufbau des  Alten Dortmunder Rathauses am Neuen Markt, dem heutigen Friedensplatz. Sein Originalstandort befand sich auf dem Alten Markt. Diese Initiative stieß allerdings nur auf geringen Widerhall.

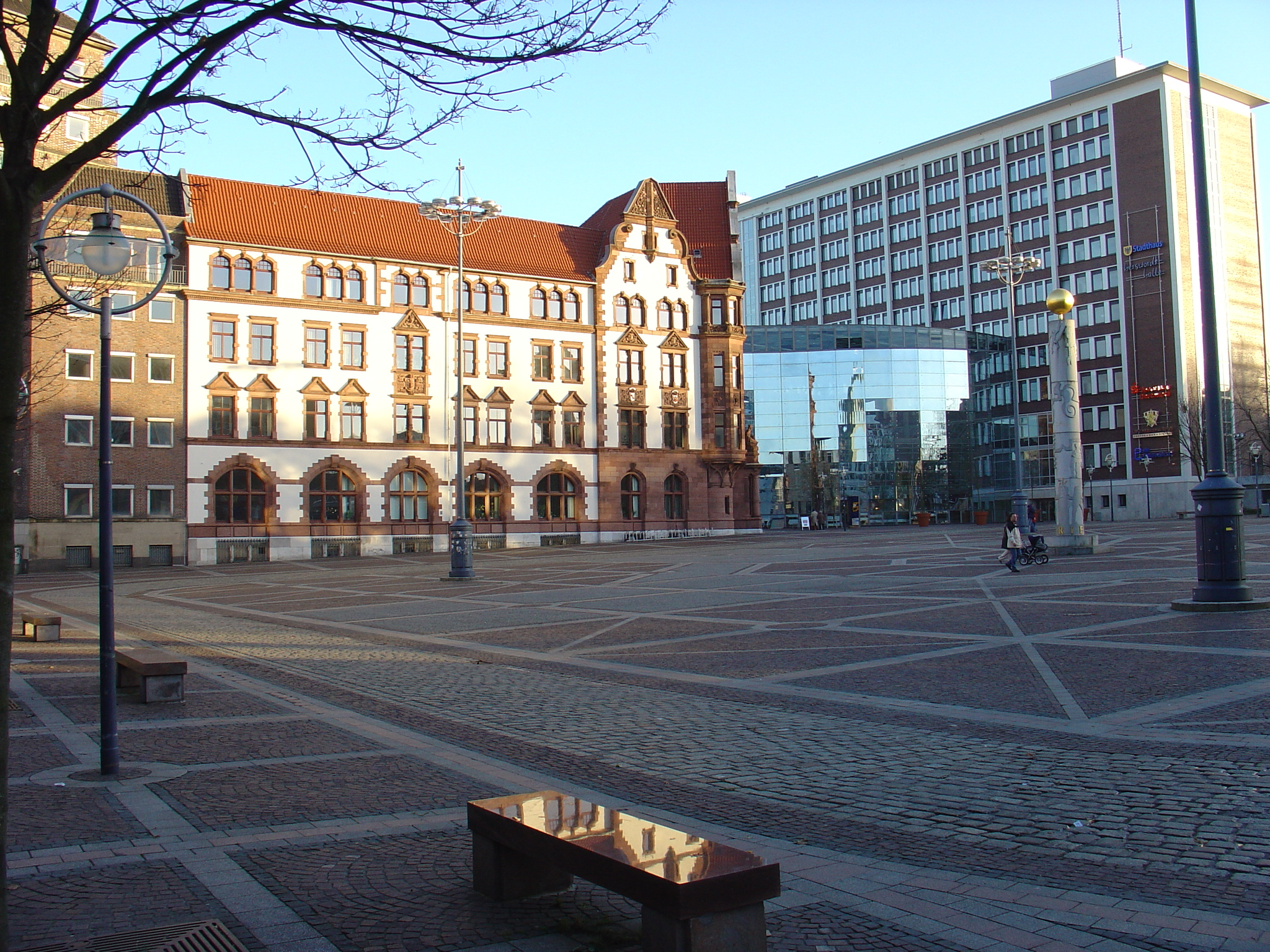
Friedensplatz mit Stadthaus und Berswordt-Halle
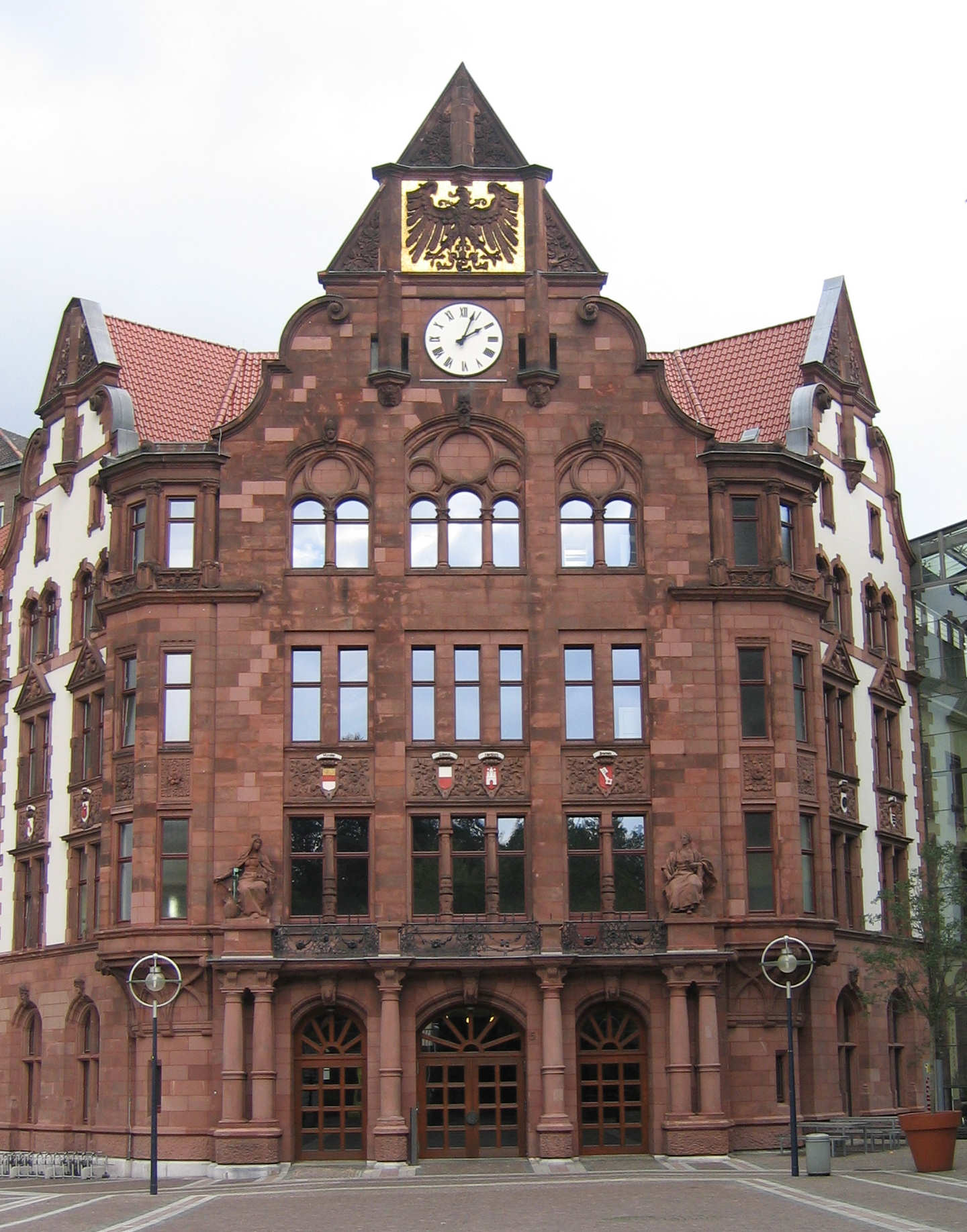
Das Alte Stadthaus am Dortmunder Friedensplatz
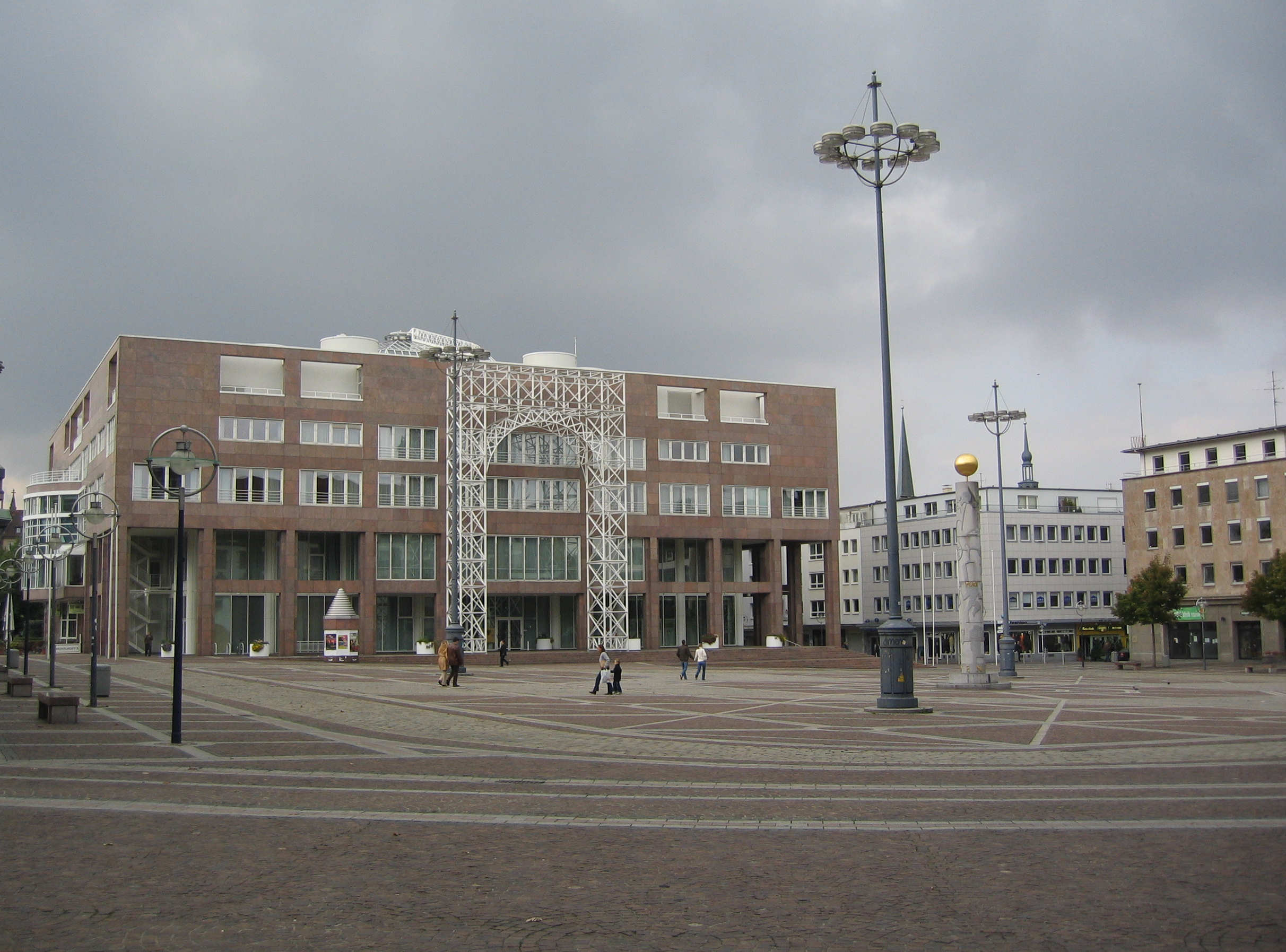
Der Friedensplatz mit dem Dortmunder Rathaus
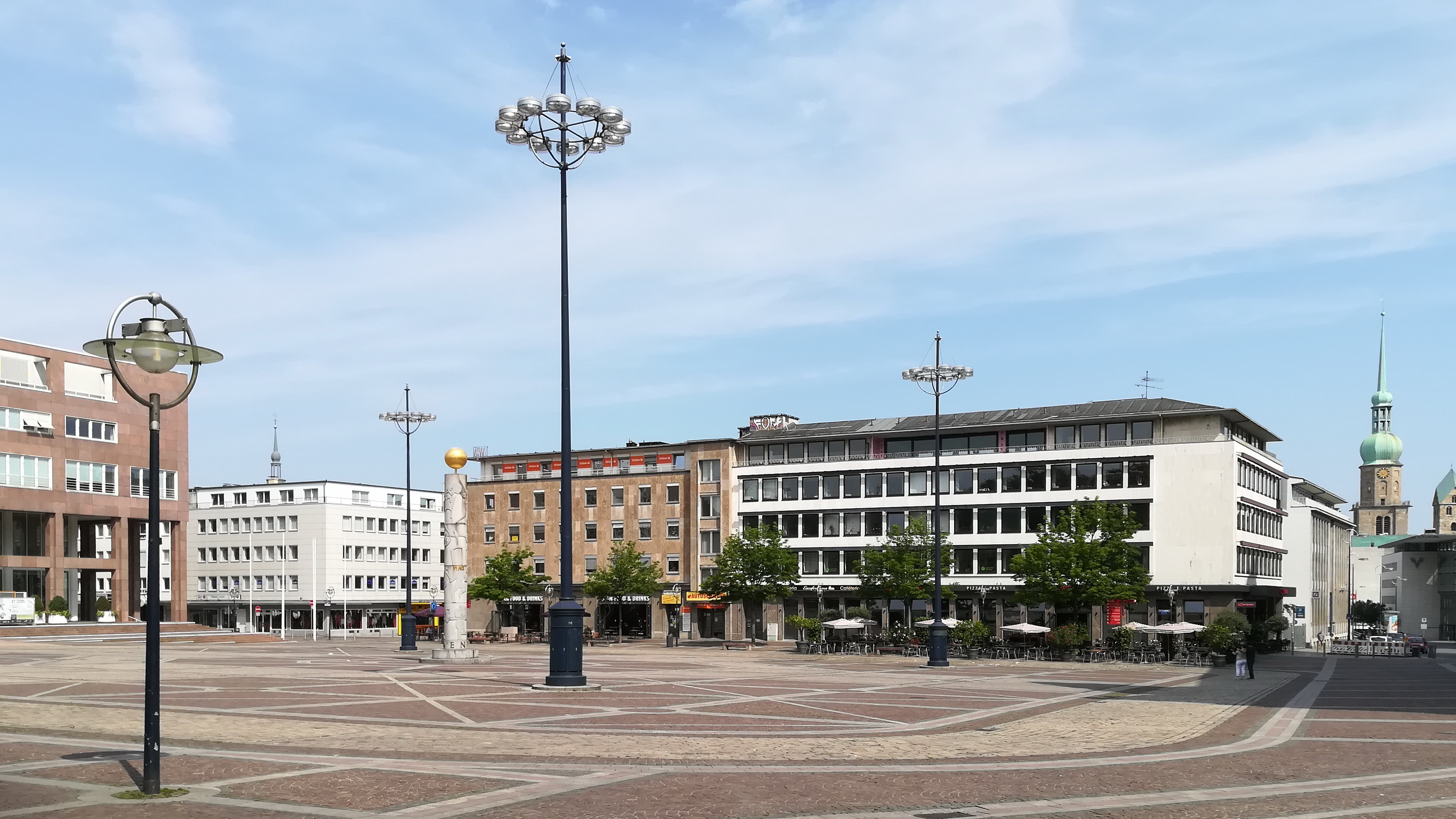
Friedensplatz: Nordseite
Friedensplatz beim Fan-Fest der FIFA-WM 2006